# Tebanah
Tebanah is een bestuurslaag in het regentschap Sampang van de provincie Oost-Java, Indonesië. Tebanah telt 3109 inwoners (volkstelling 2010).